# Sabicea gabonica
Sabicea gabonica là một loài thực vật có hoa trong họ Thiến thảo. Loài này được (Hiern) Hepper miêu tả khoa học đầu tiên năm 1958.